# Villaverde de Guadalimar
Pour les articles homonymes, voir Villaverde.
Villaverde de Guadalimar est une commune d'Espagne de la province d'Albacete dans la communauté autonome de Castille-La Manche.

## Géographie
Villaverde de Guadalimar se trouve à 125 km d'Albacete, la capitale de la province en direction sud-ouest. La commune comprend les hameaux de El Bellotar, Campillo, Carrascosa y Venta de Mendoza.
Une parte de son territoire communal est intégrée dans le parc naturel des Cascades de la rivière Mundo et de la Gouffre.

## Administration
| Période                                  | Période | Identité | Étiquette | Qualité |
| ---------------------------------------- | ------- | -------- | --------- | ------- |
|                                          |         |          |           |         |
| Les données manquantes sont à compléter. |         |          |           |         |